# Propeller (альбом)
Propeller — пятый альбом дейтонской инди-рок-группы Guided by Voices.

## История
Значительная часть композиций была записана в профессиональной студии звукозаписи. Альбом примечателен присутствием своеобразной лоу-фай эстетики, а также, что в нём широко использовалась техника четырёхдорожечной записи звука на магнитную ленту кассеты. Песни часто прерываются внезапными звуками шума, аляповатым монтажом плёнки, ускоренным, либо замедленным вокалом или инструментальной партии, а также прочим акустическим беспорядком. Одним из интересных экспериментов, является вступление в первом треке — «Over the Neptune/Mesh Gear Fox». То, что представляется, как звук группы на сцене, перед тысячами поклонников скандирующих «G-B-V! G-B-V!», было эффектом записанным Guided by Voices в студии (группа не выступала вживую в те годы). Позднее такое воспевание закрепилось и регулярно использовалось публикой на концертах, а на финальном шоу в 2004 году, было воссоздано доподлинно, уже действительно большим количеством людей.
Первая партия альбома была выпущена ограниченным тиражом. Всего было произведено 500 копий, каждая с уникальной, сделанной вручную обложкой. В оформлении участвовали сами члены группы, их друзья и семьи. Производились они множествами способами, такими как трафаретная печать, ручная роспись и прикреплением разных объектов на конверты для пластинок (в том числе пустые коробки для банок Natural Light). Эти альбомы являются очень редкими, и за все время сильно выросли в цене. По состоянию на 2015 год, суммы варьировались от нескольких сотен до нескольких тысяч долларов.
В 2005 году альбом был переиздан на виниле (без ограниченного тиража и ручных обложек) и компакт-дисках.

## Список композиций
Все песни были написаны Робертом Поллардом  (за исключением тех, где указано авторство других участников).

### Сторона A
1. «Over the Neptune/Mesh Gear Fox» — 5:41
2. «Weedking» — 2:39
3. «Particular Damaged» (Р. Поллард, Тобин Спраут, Дэн Тоои) — 1:59
4. «Quality of Armor» — 2:37
5. «Metal Mothers» — 3:18
6. «Lethargy» (Митч Митчелл, Джим Поллард, Р. Поллард, Спраут) — 1:20

### Сторона B
1. «Unleashed! The Large-Hearted Boy» (Митчелл, Д. Поллард, Р. Поллард, Спраут) — 1:59
2. «Red Gas Circle» (Р. Поллард, Спраут, Тоои) — 1:25
3. «Exit Flagger» — 2:19
4. «14 Cheerleader Coldfront» (Р. Поллард, Спраут) — 1:31
5. «Back to Saturn X Radio Report» — 1:33
6. «Ergo Space Pig» (Р. Поллард, Спраут) — 2:48
7. «Circus World» — 2:40
8. «Some Drilling Implied» — 1:40
9. «On the Tundra» (Д. Поллард, Р. Поллард) — 2:38